# Encyocrypta
Encyocrypta är ett släkte av spindlar. Encyocrypta ingår i familjen Barychelidae.

## Dottertaxa tillEncyocrypta, i alfabetisk ordning[1]
- Encyocrypta abelardi
- Encyocrypta aureco
- Encyocrypta berlandi
- Encyocrypta bertini
- Encyocrypta bouleti
- Encyocrypta cagou
- Encyocrypta colemani
- Encyocrypta decooki
- Encyocrypta djiaouma
- Encyocrypta eneseff
- Encyocrypta gracilibulba
- Encyocrypta grandis
- Encyocrypta heloiseae
- Encyocrypta koghi
- Encyocrypta kone
- Encyocrypta kottae
- Encyocrypta kritscheri
- Encyocrypta kwakwa
- Encyocrypta letocarti
- Encyocrypta lugubris
- Encyocrypta mckeei
- Encyocrypta meleagris
- Encyocrypta montdo
- Encyocrypta montmou
- Encyocrypta neocaledonica
- Encyocrypta niaouli
- Encyocrypta ouazangou
- Encyocrypta oubatche
- Encyocrypta panie
- Encyocrypta risbeci
- Encyocrypta tillieri
- Encyocrypta tindia